# Kalladaikurichi
Kalladaikurichi (ook wel gespeld als Kallidaikurichi) is een panchayatdorp in het district Tirunelveli van de Indiase staat Tamil Nadu. 

## Demografie
Volgens de Indiase volkstelling van 2001 wonen er 25.710 mensen in Kalladaikurichi, waarvan 49% mannelijk en 51% vrouwelijk is. De plaats heeft een alfabetiseringsgraad van 78%. 